# Carlo Rambaldi
Pour les articles homonymes, voir Rambaldi.
Carlo Rambaldi, né le 15 septembre 1925 à Vigarano Mainarda, en (Italie), et mort le 10 août 2012 à l'hôpital de Lamezia Terme, en (Italie), est un peintre et sculpteur italien spécialisé dans la réalisation d'effets spéciaux pour le cinéma.
On lui doit, entre autres, le King Kong de 1976 (marionnette géante), l’Alien de 1979, E.T. l'extra-terrestre de 1982 ou le navigateur et les vers géants de Dune de 1984.

## Biographie

### Débuts
Carlo Rambaldi naît à Vigarano Mainarda, dans la province de Ferrare en Émilie-Romagne, le 15 septembre 1925 . 
Il est diplômé de l'Académie des beaux arts de Bologne. Il commence à travailler pour le cinéma en 1957 en réalisant Fafner, le gardien du Trésor des Nibelungen en un dragon de seize mètres de long pour le film Le Chevalier Blanc (Sigfrido) de Giacomo Gentilomo. Il a élaboré ce dragon géant dans un garage de la rue Claudia à Rome qui lui servait d'atelier.
Sa deuxième collaboration artistique, est pour le film Persée l'invincible (Medusa vs son of Hercules) de Alberto De Martino, en collaboration avec Amando de Ossorio. Avec peu de moyen, Carlo Rambaldi parvient à créer un dragon et une méduse (une sorte d’arbre avec un œil et des tentacules). En 1965, pour le téléfilm Hercules and the princess of Troy de Albert Band, il crée un insecte géant dont les mouvements sont contrôlés par des câbles. En 1966, pour le film La Bible de John Huston Carlo Rambaldi réalise un faux lion. En 1968, il produit le masque de Diabolik pour le film homonyme Danger : Diabolik ! de Mario Bava.
Après la mode des films mythologique des années 1960, Carlo Rambaldi assure les effets spéciaux des films gores en vogue dans les années 1970 comme La Baie sanglante (1971), La Nuit des diables (1972), La Proie des nonnes, Frankenstein 80, etc. L'Italien collabore dans les films de Paul Morrissey en 1973 Chair pour Frankenstein et en 1974 Du sang pour Dracula. En 1975, il conçoit les effets spéciaux du film Les Frissons de l'angoisse de Dario Argento.

### Scandale
En 1971, dans le film « Le venin de la peur » (Una lucertola con la pelle di donna), de Lucio Fulci, la scène de vivisection sur des chiens, où figurent des cœurs encore palpitants provoque un scandale. La séquence est tournée de façon si réaliste qu’elle apparaît comme vraie. La justice italienne était prête à poursuivre le réalisateur pour cruauté envers les animaux. Lucio Fulci évite deux années de prison grâce à l’intervention de Carlo Rambaldi qui présente au jury pour preuve, les chiens du film : de simples marionnettes.

### King Kong
Envisageant dans les années 1970 un remake du classique King Kong sorti en 1933, le producteur Dino De Laurentiis confie les effets spéciaux à son compatriote Carlo Rambaldi, qui avait déjà créé pour lui le lion factice de La Bible réalisé par John Huston. En partenariat avec le maquilleur américain Rick Baker, Carlo Rambaldi se concentre avec King Kong sur la partie mécanique du projet, notamment les bras mécaniques pour les gros plans montrant l'actrice Jessica Lange. Donnant son aval pour la conception d'un gigantesque singe de 12 mètres de haut, pesant 6 tonnes et coûtant à la production 1,7 million de dollars, le producteur constate néanmoins un notable manque de maniabilité qui limitera son utilisation à quelques plans.
Carlo Rambaldi partage l'Oscar pour une contribution spéciale pour sa contribution à King Kong avec Glen Robinson et Frank Van der Veer, créant tout de même la polémique car son robot grandeur nature s’avéra globalement inutilisable et assez peu convaincant pour n'apparaître que quelques secondes à l'écran, comme par exemple dans la présentation officielle de la créature et son agonie au pied du World Trade Center à la toute fin du film. C'est en fait Rick Baker qui, grimé dans son costume, tint principalement le rôle du singe géant sans en être clairement crédité au générique. Dans une émission de la RTBF de 1983, Carlo Rambaldi exagère l'importance du monstre mécanique, allant jusqu'à évoquer l'ascension du World Trade Center par une créature miniature pourtant accomplie à l'écran par Rick Baker en costume. 
Dans une interview publiée dans le no 35 de Mad Movies, Carlo Rambaldi affirma : « Baker est bon pour le maquillage mais pas pour la mécanique. La seule bonne chose dans Le Loup-garou de Londres, c’est le visage qui se déforme. En plus, c’est simplissime. Un visage en caoutchouc sur lequel vous poussez une mâchoire au bout d’un bâton. Et il a obtenu un Oscar pour ça. Pour King Kong, il avait construit un costume de gorille que Dino De Laurentiis et John Guillermin ne trouvaient pas bon. »
Pour la première du film à Paris, le jeudi 16 décembre 1976, le magazine Paris Match fit venir le monstre de douze mètres et pesant six tonnes par trois vols d'avion cargo Boeing 747 F « Super Pélican » d'Air France depuis New York jusqu’à l’aéroport de Roissy. Deux techniciens américains veillèrent sur son voyage et son assemblage en France, sa tête mesurant à elle seule 2,50 m de diamètre, sa poitrine 6 mètres et ses mains 1,80 mètre. King Kong fut exposé couché sur le dos, à l’angle de la rue Pierre-Charron, devant le siège de Paris Match.

### Succès
Après King Kong, Dino De Laurentiis confie à Carlo Rambaldi une autre créature animatronique, le Bison blanc du film homonyme de J. Lee Thompson. Bien qu'impressionnant de réalisme, même en plans rapprochés, celle-ci se borne en fait à charger, sans autre nuance ni expression. Les rails sur lesquels il évolue réduisent par ailleurs considérablement les choix de mise en scène contrainte à des effets inévitablement répétitifs. 
Depuis le remake de King Kong, les effets spéciaux de Carlo Rambaldi s'illustrent dans les films de grands réalisateurs internationaux, notamment dans les films de Steven Spielberg, Rencontres du troisième type, Carlo Rambaldi réalise ensuite la tête articulée de l’Alien de Ridley Scott en 1979. En 1980, Carlo Rambaldi est récompensé de l'Oscar des meilleurs effets visuels pour Alien qu'il partage avec H.R. Giger, Brian Johnson, Nick Allder et Denys Ayling.
En 1981, Carlo Rambaldi collabore avec Oliver Stone dans le film La Main du cauchemar où il crée les effets spéciaux. La même année, Carlo Rambaldi réalise l'entité visqueuse et fornicatrice de Possession d'Andrzej Zulawski. Le cinéaste polonais sur les conseils d'une amie productrice, commande à Carlo Rambaldi un monstre sexuel et tentaculaire aux formes phalliques. L’artiste italien conçoit en deux jours, une sorte de poulpe qui selon Andrzej Zulawski ressemblait à un préservatif rose de 2 mètres et demi. Andrzej Zulawski n'était pas d'accord avec Rambaldi quant à son aspect, aussi a-t-elle été partiellement modifiée à la dernière minute, quelques heures avant le début du tournage des scènes correspondantes. Mais le résultat final, la scène d’étreinte amoureuse entre Isabelle Adjani et la créature est très impressionnant. En 2009, sur les bonus du DVD du film Possession, Andrzej Zulawski revient notamment sur son désarroi et le côté bricoleur du dimanche de Carlo Rambaldi.
En 1982, Carlo Rambaldi crée son chef-d'œuvre : E.T. l’extra-terrestre de Steven Spielberg, et en 1983, il remporte son troisième Oscar pour ses effets spéciaux, qu'il partage avec Dennis Muren et Kenneth Smith. Le film de Steven Spielberg marque l’apogée de la carrière de Rambaldi, qui va ensuite décliner sous la houlette de Dino De Laurentiis.

### Déclin
Après E.T. Carlo Rambaldi réalise, pour le film Dune de David Lynch (1984), le monstrueux navigateur de la Guilde ainsi que les vers géants de la planète Arrakis. Bien que ses créatures furent impressionnantes, le film fut un désastre financier et artistique. La créature de Dagoth pour Conan le destructeur, film sorti la même année que Dune, en 1984, marque que les créations de Rambaldi appartiennent au passé, son apparence de costume en latex un peu balourd amenuisant considérablement l’impact de la scène finale. On ne peut néanmoins pas vraiment comparer Dagoth avec les créatures précédentes de Rambaldi puisque celles-ci n'ont généralement jamais eu à combattre au corps-à-corps des êtres humains (Comme dans Dune et E.T.).  Richard Fleischer lors d'une interview du Starfix no 4 de juillet 1984 déclara : « Il y a deux monstres dans le film. Le premier (une sorte d'homme-singe) n'a pas posé de problème. Pour le deuxième (Dagoth), ça a été bien plus problématique! Ca m'a causé un nombre incalculable de migraines! La première conception ne marchait vraiment pas. Tout allait mal : ses yeux ne s'ouvraient pas et sa mâchoire tombait, il ne faisait rien de ce qu'on lui commandait! Personne ne l'aimait sur le plateau. Il était trop petit et sa texture n'était vraiment pas terrible! J'ai essayé de le filmer pendant quelques jours et puis j'ai finalement abandonné et demandé qu'on le reconstruise. »
Bien que la profession le pousse à la retraite en lui décernant en 1985 lors du MystFest, un prix spécial pour l'ensemble de sa carrière, Carlo Rambaldi continue de produire des créatures fantastiques notamment pour les films tirés des œuvres de Stephen King, comme le lutin maléfique de Cat's Eye de Lewis Teague et le loup-garou de Peur bleue qui ne font que confirmer que son art est dépassé. D'ailleurs, le producteur Dino De Laurentiis s'est dit très déçu du costume de loup-garou ainsi que de la façon dont l'acteur qui le mettait se déplaçait.
Les effets spéciaux ringards du King Kong 2 de 1986 nommés au Razzie Awards achève sa carrière américaine. En 1988, Carlo Rambaldi arrête le cinéma avec deux films d’horreur. Cameron's Closet où il crée le monstre d'Armand Mastroianni et Rage (Furia primitiva) réalisé par son propre fils Vittorio Rambaldi.

### Millénium
Carlo Rambaldi avait le projet de créer un parc d'attraction futuriste à sa gloire baptisé Millenium. Dans un reportage de l'émission Temps X, Carlo Rambaldi avoue qu'avec son parc à thème Millenium, il n'a pas voulu copier Disney, car il a d'autres possibilités.

### Mort
Il décède le 10 août 2012 à l'âge de 86 ans dans l'hôpital de Lamezia Terme en Calabre où il résidait depuis une dizaine d'années. C'est le conseiller régional à la Culture, Mario Caligiuri, qui a annoncé aux médias le décès de Carlo Rambaldi sans communiquer les causes exactes de sa mort. Il laisse derrière lui, sa femme Bruna, ses enfants Vittorio, Alex et Daniela, et ses petites filles Cristina, Erica et Alessandra.

### Hommage
En 2012, lors d'une interview, David Lynch qui a utilisé les services de l'Italien pour son film Dune, dit que E.T ressemble à son créateur : « I have a theory about Carlo Rambaldi: He always builds himself. And so, somehow, the Navigator looks to me a bit like Carlo Rambaldi. And E.T. looks exactly like Carlo Rambaldi ! »
Le personnage de la série Alias, Milo Giacomo Rambaldi est un hommage de J. J. Abrams pour Carlo Rambaldi.
La Commune calabraise de Motta Santa Lucia, dans la province de Catanzaro ( CZ ) crée le 1er avril 2017, le Prix à la mémoire de Carlo Rambaldi, future collaboration entre la Commune et la Fondation Rambaldi. À sa fille Daniela Rambaldi lui est remis le premier Prix par le Maire, l'Avocat Amedeo Colacino.

## Récompenses
- 1977 : Oscar pour une contribution spéciale avec Glen Robinson et Frank Van der Veer pour King Kong
- 1978 : Nomination au Saturn Award dans la catégorie du meilleur maquillage avec Bob Westmoreland et Thomas R. Burman pour son travail sur Rencontre du troisième type.
- 1980 : Oscar des meilleurs effets visuels avec H.R. Giger, Brian Johnson, Nick Allder et Denys Ayling pour Alien
- 1982 : Los Angeles Film Critics Association - Prix spécial
- 1983 : 
  - Oscar des meilleurs effets visuels avec Dennis Muren et Kenneth F. Smith pour E.T. l'extra-terrestre
  - Saturn Award pour les meilleurs effets spéciaux avec Dennis Muren pour E.T. l'extra-terrestre
  - Nomination au BAFTA pour les meilleux effets spéciaux avec Dennis Muren pour E.T. l'extra-terrestre
- 1985 : MystFest - prix spécial pour l'ensemble de sa carrière.
- 1987 : Nomination au Razzie Award pour les effets spéciaux pour King Kong 2
- 2000 : Los Angeles Italian Film Awards pour les effets spéciaux
- 2002 : David di Donatello - David Speciale

## Filmographie
- 1957 : Le Chevalier blanc (Sigfrido)
- 1960 : La Vengeance d'Hercule (La vendetta di Ercole)
- 1963 : Persée l'invincible (Perseo l'invincibile)
- 1965 : Vierges pour le bourreau (Il boia scarlatto)
- 1965 : La Planète des vampires (Terrore nello spazio)
- 1966 : La Sorcière amoureuse (La strega in amore)
- 1968 : Danger : Diabolik ! (Diabolik)
- 1969 : Le Duo de la mort (Femina ridens)
- 1971 : La Baie sanglante (Reazione a catena)
- 1971 : Le Venin de la peur (Una lucertola con la pelle di donna)
- 1972 : Frankenstein '80
- 1972 : Barbe-bleue (Bluebeard)
- 1972 : La Proie des nonnes (L'arma, l'ora, il movente) de Francesco Mazzei
- 1972 : Maison de rendez-vous (Casa d'appuntamento)
- 1972 : La Nuit des diables (La notte dei diavoli)
- 1972 : Estratto dagli archivi segreti della polizia di una capitale europea
- 1973 : Chair pour Frankenstein (Flesh for Frankenstein)
- 1974 : Le amanti del mostro
- 1974 : La mano che nutre la morte
- 1974 : Du sang pour Dracula (Blood for Dracula)
- 1975 : Les Frissons de l'angoisse (Profondo rosso)
- 1975 : La Mazurka du baron (La mazurka del barone, della santa e del fico fiorone)
- 1976 : King Kong
- 1977 : Rencontres du troisième type (Close Encounters of the Third Kind)
- 1979 : Alien - Le huitième passager (Alien)
- 1981 : Possession
- 1981 : La Main du cauchemar (The Hand)
- 1982 : E.T. l'extra-terrestre (E.T. the Extra-Terrestrial)
- 1984 : Dune
- 1984 : Conan le destructeur (Conan the Destroyer)
- 1985 : Peur bleue (Silver Bullet)
- 1985 : Cat's Eye
- 1986 : King Kong 2
- 1988 : Fureur primitive (Rage, furia primitiva)
- 1988 : Cameron's Closet